# 馬車道 (レストラン)
株式会社馬車道（ばしゃみち、英文社名：Bashamichi Corporation）は、埼玉県熊谷市万吉に本社を置き、外食チェーンを展開する企業。また、「馬車道」は同社が運営するファミリーレストランの店舗ブランドでもあり、同社の主要業態となっている。

## 概要
関東地方、特に本社のある埼玉県を中心に店舗を展開している。
「馬車道」ブランドの店舗は、ファミリーレストランながらレトロな雰囲気を特徴としており、「ファミリースペシャリティレストラン」をコンセプトとする。明治時代の洋館を連想させる外観で、店内は喫茶店のような雰囲気を持つ。営業中は「開館」、閉店時には「閉館」と表示された木札を入口に掲げる店舗もある。
馬車道グループのウェイトレスの制服は、明治時代から大正時代の女学生をイメージした矢絣模様の和服と袴である。制服の色は、アルバイト店員は紫色、フロアリーダー（正社員）は赤色。正社員用が新店舗開業時に着用する青色の制服もある。正社員用制服は2000年代前半までは緑色だった。
一部の馬車道店舗では、時間限定でピザ食べ放題を実施している店舗もある。ただしピザのみの食べ放題ではなく、メインディッシュを頼んだ上でコースを選ぶ仕組みを採用している。ピザは食べ放題の飲食店でよく見られる様な作り置きではなく、焼きたてのピザをウェイトレスが席まで配膳する。ピザ食べ放題実施店舗は非実施店舗と比べ、和食メニューや鉄板（ステーキ）プレートのメニューがないなど、メニュー構成が若干異なる。実施店舗の中には「ピッツェリア馬車道」の店名を使用する店舗もあり、店内の雰囲気等は既存の馬車道と同じであるが、一部店舗では女性用の制服が袴姿ではなくコックスーツ風のものを採用している店舗もある。
各店舗の客席に置かれている調味料類は、自社開発の製品を使用している。

## 店舗ブランド

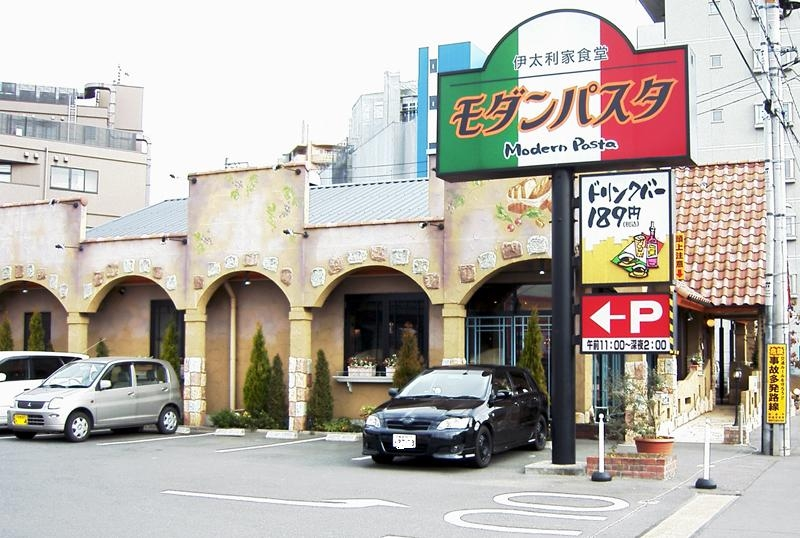
モダンパスタ新座店

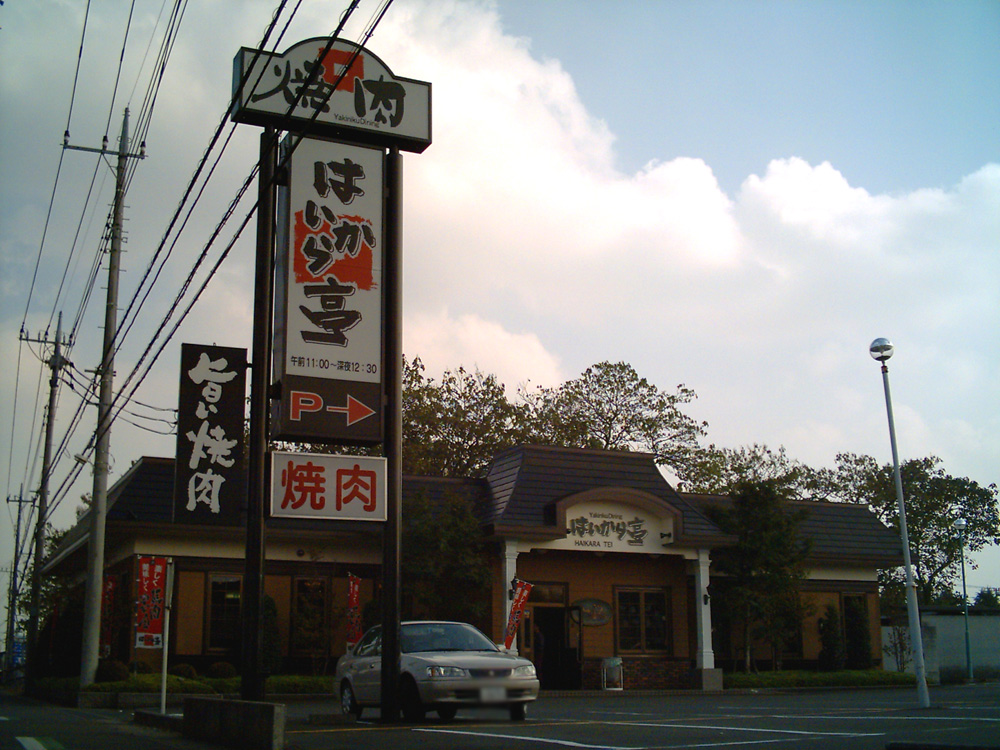
はいから亭（ロードサイド店舗）

店舗の詳細は、公式サイト下部および「新タイプ店舗のご紹介」を参照。

### 洋食店
- 馬車道
  - 埼玉県、神奈川県、千葉県に展開している。
    - 神奈川県横浜市には「馬車道」「馬車道駅」があるものの、2025年1月時点では横浜市内に店舗は存在しない。

  - 埼玉県の施設内店舗として、鴻巣文化センター店（クレアこうのす内）や所沢ミューズ店・ミューズカフェ馬車道（MUSE所沢内）といった公共施設の店舗も存在していたが、いずれも撤退している。これらの店舗は、制服やメニューは通常店舗と異なっており、公式サイトの「ケータリング」の項に掲載されていた。ケータリング事業は2022年2月現在、本社所在地にて「馬車道ケータリング本店」として営業している。
  - 東京23区内の店舗は、早稲田大学構内の26号館（通称：大隈記念タワー）15階にある「西北の風」と、同大学西早稲田キャンパス63号館の「ROHM SQUARE」でレストランや売店運営を行うのみであったが、いずれも閉店している。これらは学生・教職員食堂であり、「ROHM SQUARE」は同大学の学生と教職員、「西北の風」は同大学の教職員のみ利用可能であった。また、霞ヶ関合同庁舎5号館内に「馬車道霞ヶ関店」が存在したが、2008年3月28日をもって閉店した。
  - かつては群馬県や栃木県にも複数の店舗が存在したが「馬車道」としては全店撤退している。
  - 茨城県では「馬車道」としての店舗展開はない。
- ピッツェリア馬車道
  - 窯焼きピッツァを主力商品とするイタリアンレストラン。
- モダンパスタ
  - パスタを主力商品とするイタリアンレストラン。一部は「シシリーの風」として展開していたが現在は消滅。
- イタリア厨房カプリモーネ
  - 生パスタや焼き立てピッツァを扱うカジュアルなイタリアンレストラン。

### 和食店
- 徳樹庵（とくじゅあん）、野草庵（やそうあん）
  - 料亭や居酒屋をイメージさせる和食レストラン。コンセプトは「ファミリー料亭ダイニング」。

### 焼肉店
- 黒塀家（くろべいや）
- いきな黒塀（くろべい）
- 煉火亭（れんかてい）
  - それぞれコンセプトの異なる焼肉レストラン。

### 唐揚げ店
- 鶏彩（とりさい）
  - 唐揚げ専門店。カツ丼チェーン店「かつ米（べい）」からの業態転換。

### 過去の業態
- サラダ畑馬車道 - 馬車道の別業態
- ピザ工房馬車道 - 馬車道ブランドの別業態で、カジュアルなイタリアンレストラン。
- はいから亭、たいこう、ドラゴンカルビ - 焼肉レストラン。一部店舗では食べ放題を実施していた。
- ブルームーンカフェ - バリ島のカフェをイメージしたアジアン洋食レストラン。
- ラ・カロッツァ - 洋食レストラン。自家製パン食べ放題があった。
- らくとーぼ - 卵料理カフェ。
- ワンバーグ - 手仕込みハンバーグ専門店。